# أرغاماسيلا دي ألبا
بلدية أرغاماسيلا دي ألبا (بالإسبانية: Argamasilla de Alba)، هي إحدى بلديات مقاطعة سيوداد ريال إحدى مقاطعات إسبانيا، والتي تقع في منطقة قشتالة لا منتشا وسط إسبانيا.
يبلغ عدد سكانها 7.161 نسمة وفقاً لإحصائية سنة (2007).